# The End Complete
Albums de Obituary
Cause Of Death
(1990) World Demise
(1994)
The End Complete est le troisième album studio des américains d'Obituary.
Sorti en avril 1992, il a été remasterisé en 1998 avec des bonus.

## Composition du groupe
- Chant : John Tardy
- Guitare : Trevor Peres
- Guitare : Allen West
- Basse : Frank Watkins
- Batterie : Donald Tardy

## Liste des chansons de l'album
1. I'm in Pain - 4:01
2. Back to One - 3:40
3. Dead Silence - 3:18
4. In the End of Life - 3:41
5. Sickness - 4:01
6. Corrosive - 4:10
7. Killing time - 3:55
8. The End Complete - 4:03
9. Rotting Ways - 5:13
10. I'm in Pain (live) (version remasterisée) - 4:45
11. Killing time (live) (version remasterisée) - 4:02